# Telescoop (sterrenbeeld)

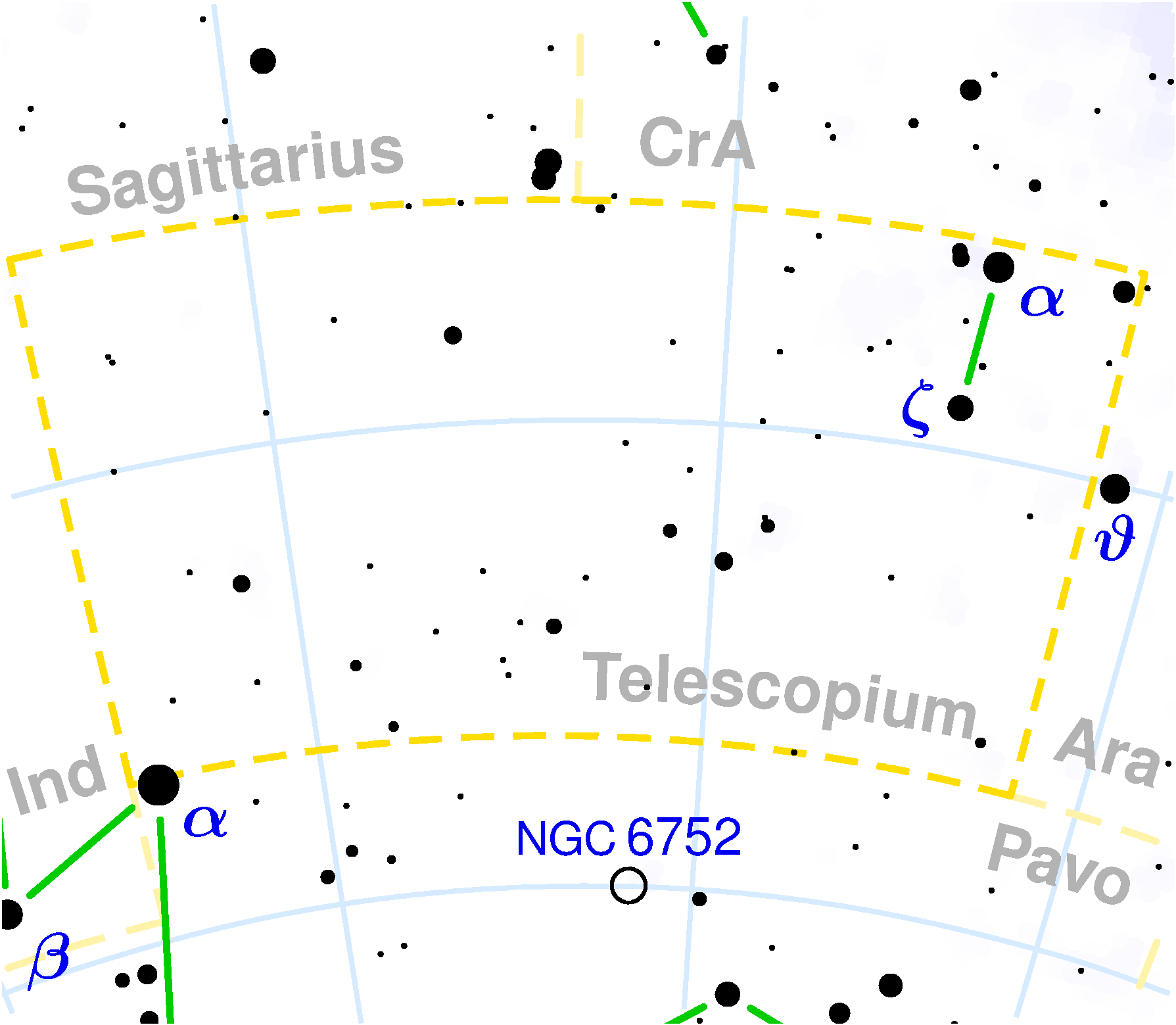
Kaart van het sterrenbeeld Telescoop.

Telescoop (Telescopium, afkorting Tel) is een onopvallend sterrenbeeld aan de zuiderhemel liggende tussen rechte klimming 18u06m en 20u26m en tussen declinatie −45° en −57°. Het sterrenbeeld Telescoop is vanaf de breedte van de Benelux niet te zien.
Het sterrenbeeld werd in 1752 ingevoerd door Lacaille. Ook de benaming Tubus astronomicus werd vroeger gebruikt.

## Sterren
Het sterrenbeeld heeft geen heldere sterren of sterren met een naam, de helderste, alpha Telescopii, heeft magnitude 3,51.

## Wat is er verder te zien?
NGC 6861 is een elliptisch sterrenstelsel dat werd ontdekt door de Britse astronoom John Herschel.

## Begrenzing
Van de door Eugène Delporte en de Internationale Astronomische Unie (IAU) vastgelegde begrenzingen rond de 88 erkende sterrenbeelden heeft de begrenzing rond het sterrenbeeld Telescoop de eenvoudigste en geometrisch meest herkenbare vorm. Delporte koos voor de begrenzing bestaande uit slechts 4 zijden. Dit soort begrenzing is ook te zien rond de sterrenbeelden Grote Hond, Kameleon, Microscoop, Schild, Sextant, Vliegende Vis, Zuiderkroon, Zuiderkruis en Zuidervis.

## Aangrenzende sterrenbeelden
(met de wijzers van de klok mee)
- Zuiderkroon (Corona Australis)
- Altaar (Ara)
- Pauw (Pavo)
- Indiaan (Indus)
- Microscoop (Microscopium) (raakt maar op één punt)
- Boogschutter (Sagittarius)